# Jacobs, Wisconsin
Jacobs là một thị trấn thuộc quận Ashland, tiểu bang Wisconsin, Hoa Kỳ. Năm 2010, dân số của thị trấn này là 708 người.